# Edifici Ocaso
L'Edifici Ocaso, abans Fabra i Coats, es troba al carrer del Bruc, 50 i la Gran Via de les Corts Catalanes, 676 de Barcelona, i està catalogat com a bé cultural d'interès local.

## Història
Va ser projectat per l'arquitecte Raimon Duran i Reynals com a seu de l'empresa tèxtil Fabra i Coats i construït entre 1941 i 1944. Posteriorment, va passar a mans de l'asseguradora Ocaso. És de línies classicistes, amb elements típics com els frontons triangulars o en semicercle, tot i que amb influència de l'escola de Chicago.

## Descripció
Consta de planta baixa (desdoblada en entresol i semisoterrani), principal i quatre pisos més. La porta d'accés principal, està ben centrada i acompanyada de dues finestres a cada cantó, sota les quals hi ha les obertures corresponents al semisoterrani. Tots aquests espais estan protegits amb reixes de ferro forjat. La façana presenta un arranjament carreuat de diferents mides, que es repetirà al llarg de tot el pis principal i en diverses franges verticals que recorren tota la superfície de l'edifici. Un grup de sis mènsules són l'element sustentador de la balustrada que engloba els tres balcons centrals del pis principal, mentre que els dos dels laterals tenen una balustrada independent. El principal està destacat tant per aquest element com pels frontons triangulars i en semicercle que coronen els balcons. Al primer i al segon pis, es veuen finestres sense cap mena de decoració, cosa que canvia a l'alçada del tercer, on apareix una petita clau a la llinda superior. A les obertures del darrer pis tornen a fer acte de presència els frontons triangulars, encara que aquest cop són inserits i no en voladís com els del principal. El conjunt es tanca amb un ràfec sustentat per permòdols. En resum, es tracta d'una façana molt clàssica i equilibrada, sense concessió a l'artificiositat. El mateix es pot dir de les cares laterals, que no presenten variacions d'estil; en canvi, sí que disminueixen les obertures de cada planta, donat que són dues al cantó de la Gran Via i cinc a la banda del Bruc.